# Кондофрей
Кондофрей е село в Западна България. То се намира в община Радомир, област Перник.

## География
Село Кондофрей се намира в историко-географската област Мрака. Разположено е в северното подножие на Гологлавския рид на Конявска планина и в южната периферия на Радомирската котловина. Отстои на 18 км югоизточно от общинския център Радомир и на 54 км югозападно от София. Средната надморска височина на селището е около 680 м.

## История
Село Кондофрей има хилядолетна и богата история. Останките от селища в местностите „Селище“ (3 км северно от селото) и „Медвен“ (2 км западно) свидетелстват за отколешен поселищен живот по тези земи още от праисторическата епоха.

### Произход на името
За първи път селището се среща с днешното си име в историческите извори от времето на Второто българско царство (XII-XIV в.). Произхода на името на селото се свързва с флотския началник в Никейската империя (наследник на Византийската) Мануил Контофре/Кондофре. След 1246 г. Мраката, респективно и тукашното селище, попада за кратко в пределите на Никейската империя. Има голяма вероятност споменатият висш сановник, при условие, че засвидетелствал вярност, да е бил обдарен с имоти по тези земи от василевса на империята Йоан III Дука Ватаци (1222 – 1254).

## Обществени институции
- Поща
- Читалище – читалището има тенис на маса, библиотека, волейбол и малък музей, предвижда се да бъде създаден и компютърен клуб.

## Културни и природни забележителности
- В гората до селото има останки от старинна черква.
- Църква „Св. Възнесение Господне“, издигната през 1875 г.

## Редовни събития
Събор на селото всяка година, събота след Спасов ден.

## Личности
В село Кондофрей са родени:
- Владимир Симеонов (1920 – 2010), български партизанин и генерал-майор
- Борис Тодоров (1924 – 2014), български партизанин и генерал-полковник
- Георги Стоилов (архитект) (р. 1929), български архитект, кмет на София (1967 – 1971)
- Кирил Писарски (р. 1933), писател
- Иван Стоилов (Бункера) (р. 1934), български художник, скулптор и керамик
- Йордан Величков (р. 1940), български политик

## Други
- Край селото е разположено закрито военно летище, което по време на Студената война е било известно като Авиобаза „Долни Раковец“. Бетонната писта е с дължина 2450 m и ширина 50 m. Разполага с укрития за изтребители и с открити местостоянки. Летището е построено през 1962 – 1966 г. Там се е помещавало военно поделение, имало и парашутен клуб със столова, хотел, както и складове за боеприпаси и гаражи.
- В бившия двор на ТКЗС е разположена най-голямата в България частна ферма за отглеждане на яребици, фазани, диви зайци и друг дивеч, предназначен за разселване в природата.